# Філімонов Олександр Володимирович
Олександр Володимирович Філімонов (рос. Александр Владимирович Филимонов, нар. 15 жовтня 1973, Йошкар-Ола) — російський футболіст, воротар клубу «Арсенал» (Тула). Гравець у пляжний футбол
Насамперед відомий виступами за клуб «Спартак» (Москва), а також національну збірну Росії.

## Клубна кар'єра
У дорослому футболі дебютував 1990 року виступами за «Сталь» (Чебоксари), в якому провів один сезон, взявши участь лише у 2 матчах чемпіонату.
Згодом, з 1991 по 1995 рік, грав у складі «Спартака» (Йошкар-Ола), «Факела» (Воронеж) та «Текстильника» (Камишин).
Своєю грою за останню команду привернув увагу представників тренерського штабу «Спартака» (Москва), до складу якого приєднався 1996 року. Відіграв за московських спартаківців наступні п'ять сезонів своєї ігрової кар'єри. Більшість часу, проведеного у складі московського «Спартака», був основним голкіпером команди. Відзначався досить високою надійністю, пропускаючи в іграх чемпіонату в середньому менше одного голу за матч. За цей час шість разів виборював титул чемпіона Росії, а також одного разу став володарем кубку країни.
Протягом 2001–2008 років захищав кольори «Динамо» (Київ), «Уралана», «Москви», «Неа Саламіни» та «Кубані», проте в жодному з клубів не здобув статусу лідера та основного воротаря команди.
Завершив професійну ігрову кар'єру в узбекському клубі «Локомотив» (Ташкент), за команду якого виступав протягом 2009–2010 років.
З 2011 року грає в російській аматорській лізі та у пляжний футбол. У складі збірної Росії з пляжного футболу став чемпіоном світу 2011 року.

## Виступи за збірну
25 березня 1998 року дебютував в офіційних матчах у складі національної збірної Росії в товариській грі проти збірної Франції.
Поворотним моментом у кар'єрі Олександра Філімонова в збірній став відбірковий матч до Євро-2000, який відбувся 9 жовтня 1999 року на переповнених «Лужниках» між збірними України та Росії. Росії була необхідна перемога для потрапляння до фінальної частини змагань. На 75-й хвилині росіяни повели в рахунку після гола Валерія Карпіна. Проте за 3 хвилини до кінця основного часу українці отримали право на пробиття штрафного після фолу Олексія Смертіна на Сергії Мізіні. Андрій Шевченко, який виконував стандарт, пробив по воротах, сподіваючись на помилку воротаря. Філімонов, намагаючись зловити м'яч, відправив його у свої ворота. Ця помилка не дозволила російській команді потрапити у фінальну частину турніру.
Щоправда, в майбутньому Філімонов складі збірної все одно став учасником чемпіонату світу 2002 року в Японії і Південній Кореї, але не вийшов на поле жодного разу. Після мундіалю перестав викликатись до лав збірної.
Всього протягом кар'єри у національній команді, яка тривала 5 років, провів у формі головної команди країни 16 матчів.

## Титули і досягнення
- Чемпіон Росії (6):

«Спартак» (Москва): 1996, 1997, 1998, 1999, 2000, 2001
- Володар Кубка Росії (1):

«Спартак» (Москва): 1998